# 纳尔巴尼亚
纳尔巴尼亚（英語：Nalbania）是孟加拉国巴里萨尔专区比罗杰布尔县的一个村庄。